# Histogramme conjoint
Un histogramme conjoint est, en traitement graphique, un outil d'analyse des différences entre deux images. C'est un diagramme en trois dimensions, qui peut être construit de la manière suivante :
Supposons qu'on cherche à comparer l'image 1 et l'image 2, on a {\displaystyle I_{1}(x,y)} la luminosité du point {\displaystyle (x,y)} de l'image 1, et {\displaystyle I_{2}(x,y)} la luminosité du point {\displaystyle (x,y)} de l'image 2.
En abscisse {\displaystyle i_{1}}, on place l'intensité sur l'image 1, par exemple de 0 à 255 si l'on travaille sur 24 bits de couleurs.
En ordonnée {\displaystyle i_{2}}, on place l'intensité sur l'image 2.
La fonction f dont la représentation est l'histogramme conjoint des deux images est définie par :
{\displaystyle f(i_{1},i_{2})=\mathrm {Card} \{(x,y)|I_{1}(x,y)=i_{1}\wedge I_{2}(x,y)=i_{2}\}}